# میخ‌کوب

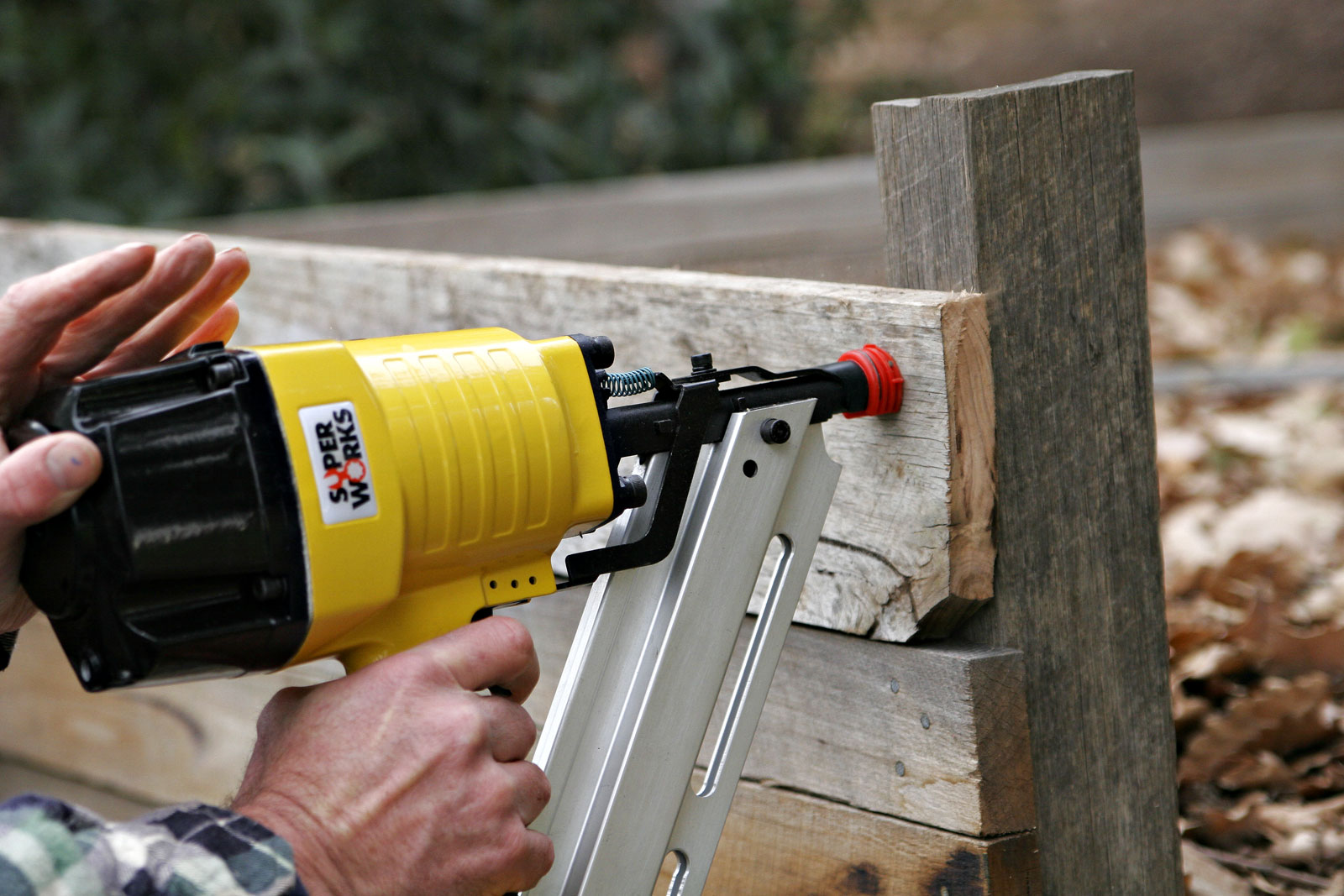
میخ کوب پنوماتیکی

میخ کوب(به انگلیسی: Nail gun) دستگاهی است که برای قرار دادن میخ در چوب یا انواع مواد مختلف به کار می رود.
این دستگاه با فشرده ساز (کمپرسور)های الکترومغناطیسی هوا (پنوماتیک) کار کرده که خوراک این موتورها گازهای بسیار آتشگیری چون بوتان یا پروپان است.
امروزه به سبب سرعت و راحتی کار با این ابزار در صنعت جایگزین چکش شده است.
نخستین میکوب ها از سال ۱۹۵۰ میلادی وارد بازار شدند.

## نگارخانه

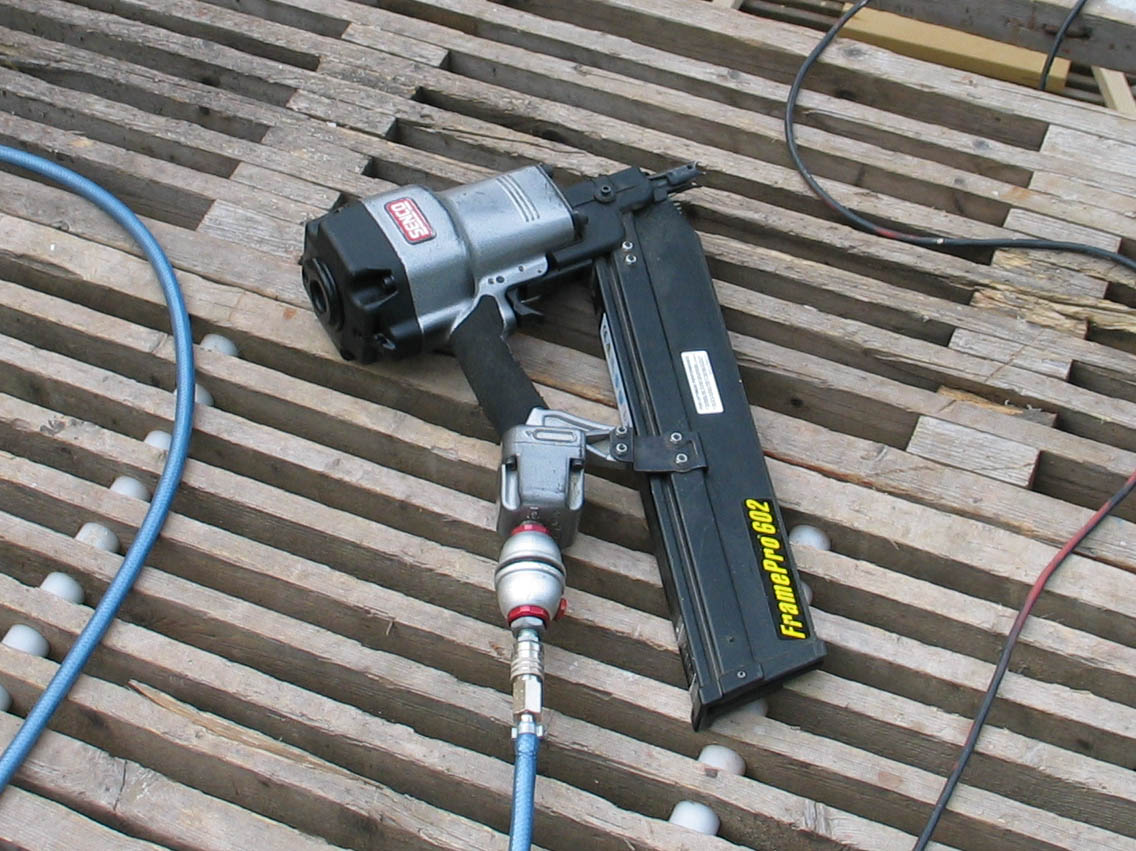
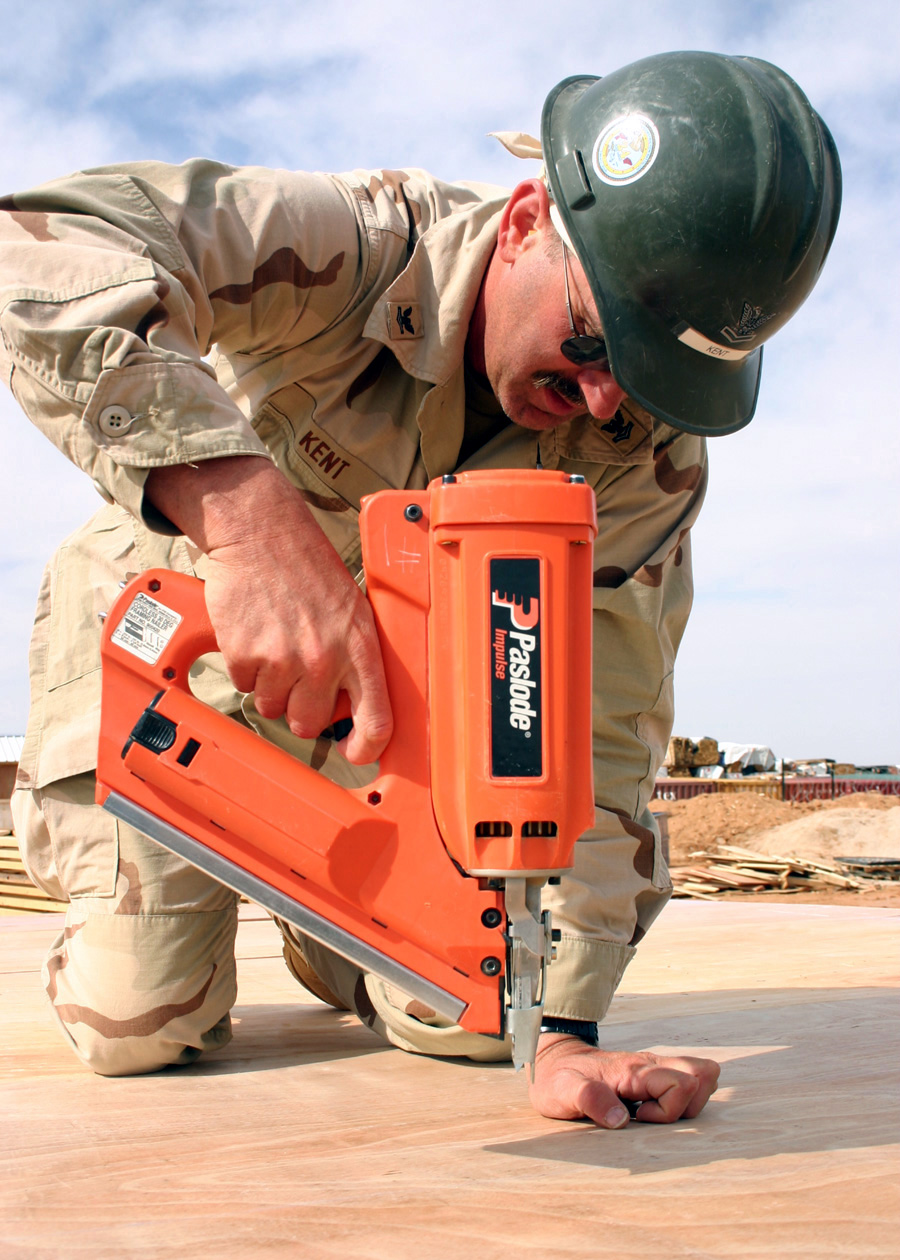
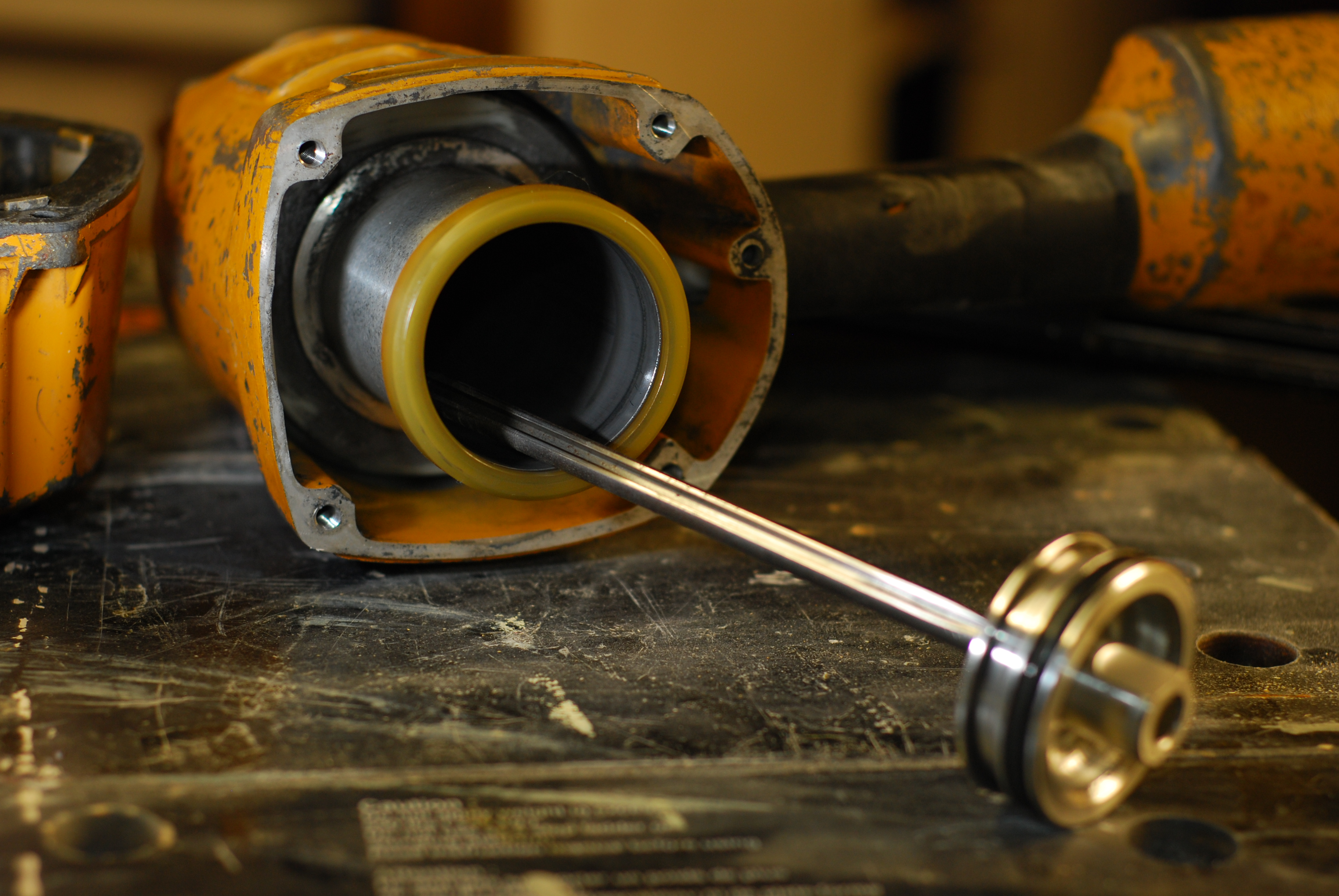
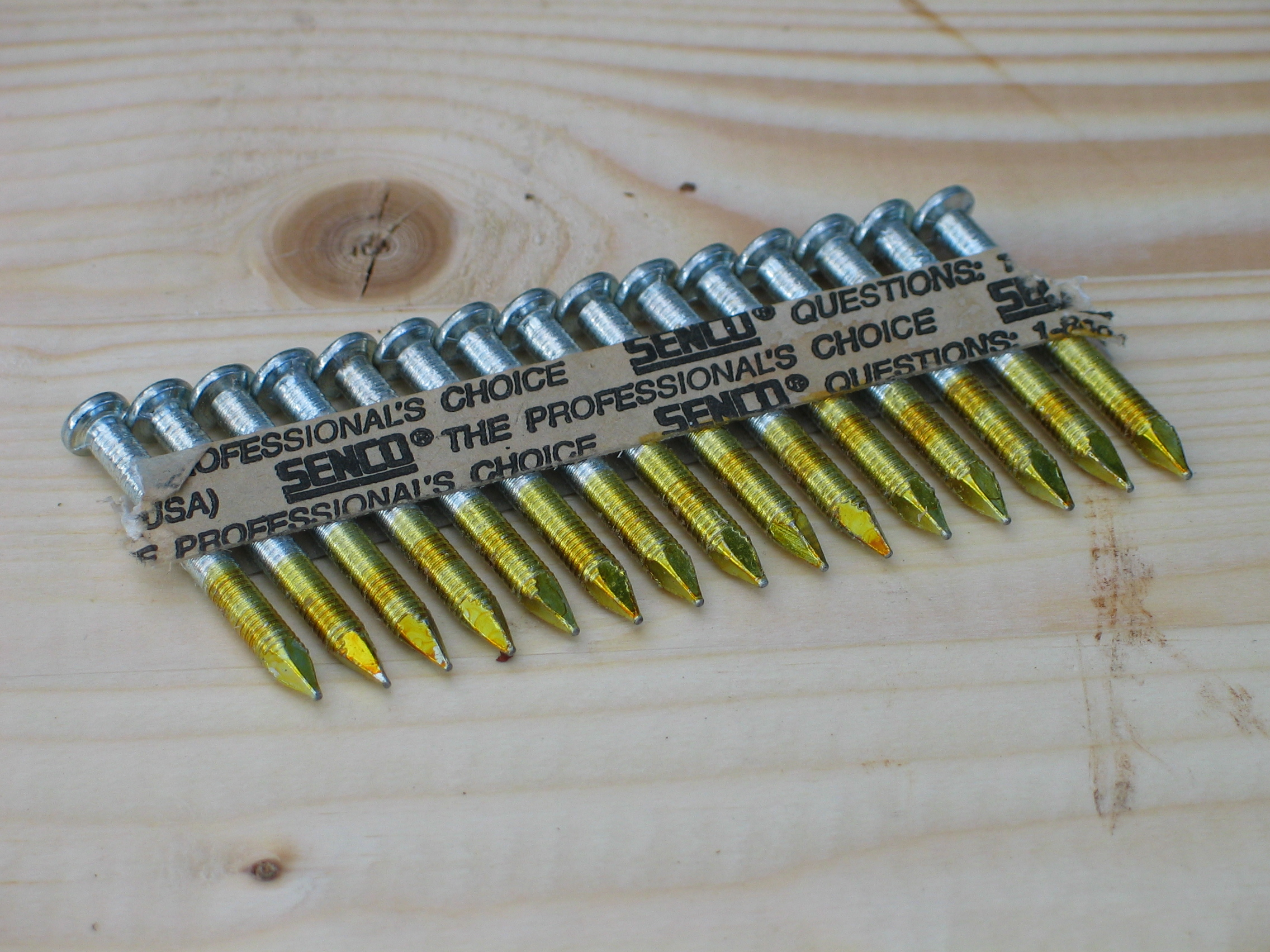
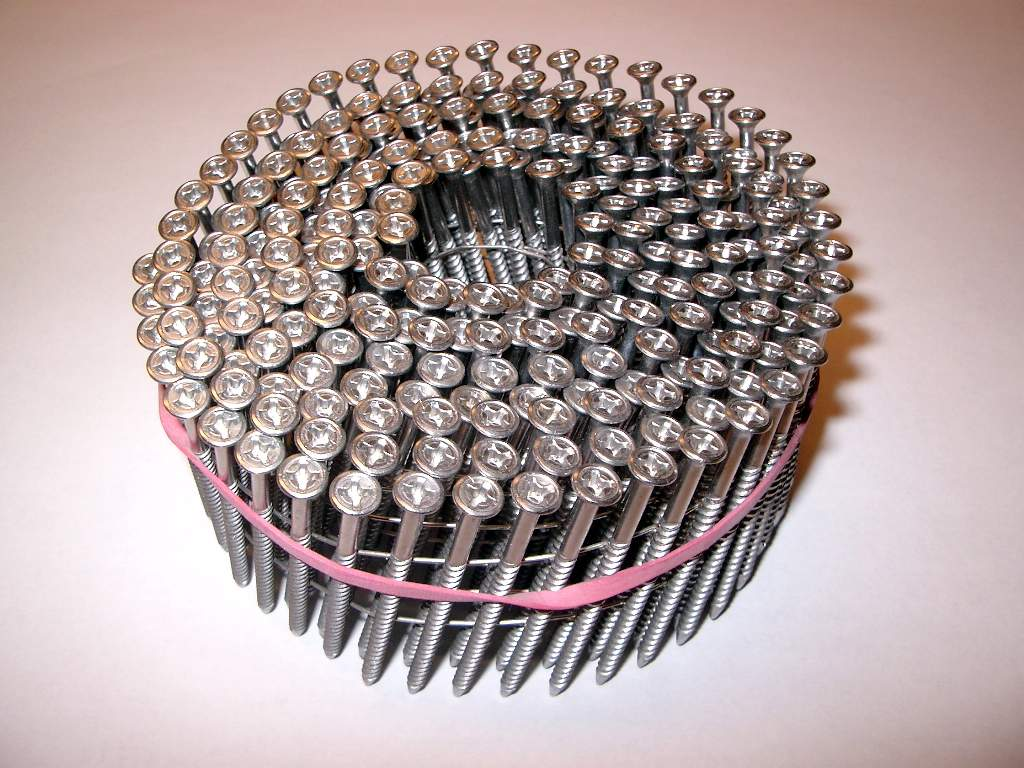
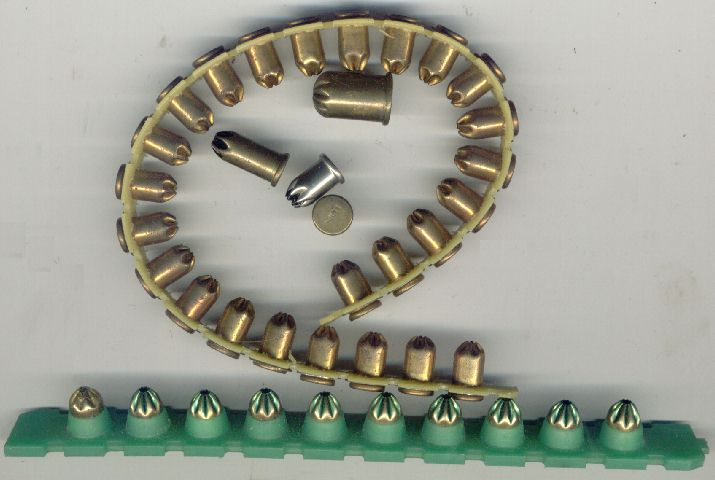
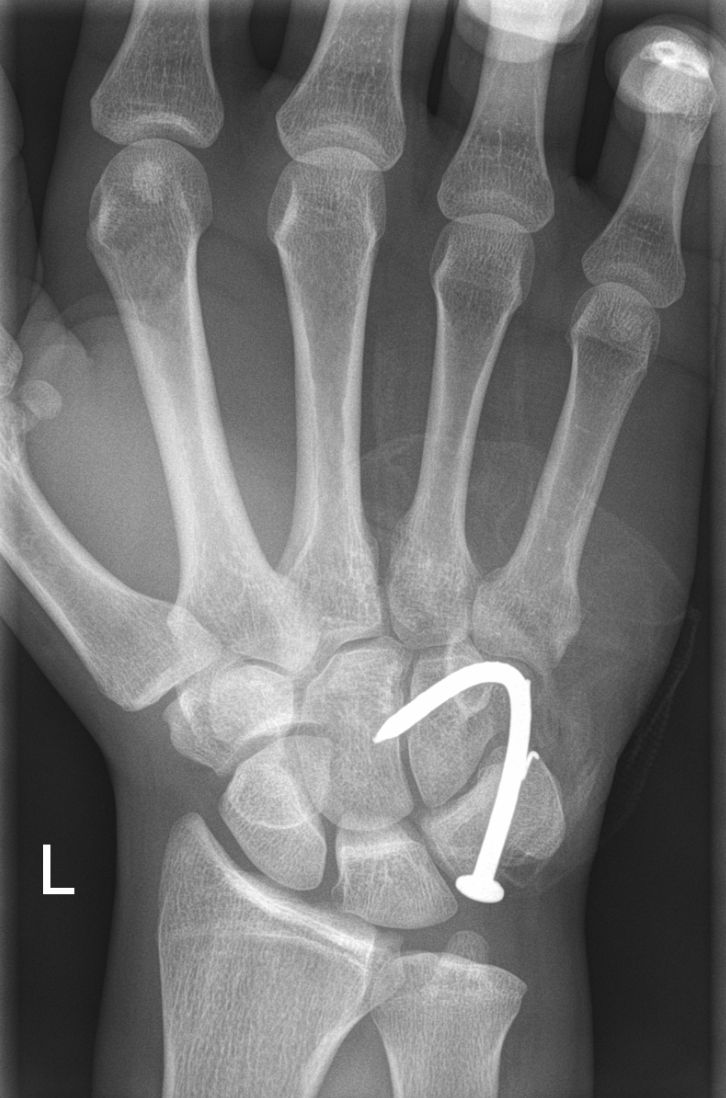